# Zernikeovi polinomi
Zernike polinomi su skup ortogonalnih funkcija koje se mogu koristiti za opisivanje grešaka talasa u optičkim sistemima. Njih je otkrio holandski naučnik Fric Zernike. Oni su važni za opisivanje grešaka talasnog fronta posebno kod sistema sa kružnim otvorom, što ima većina optičkih sistema. 
Postoje mnoge formulacije Zernike polinoma, ali sve formulacije se koriste i imaju istu namenu — da daju i opišu greške talasnog fronta.  